# Референдум в Лихтенштейне (1931)
Референдумы в Лихтенштейне по страхованию по безработице проходил 22 ноября 1931 года. Предложение было отклонено 63,8 % голосов.

## Контекст
Референдум был посвящён реформе Закона о страховании по безработице, предусматривавшей выплату пособий по безработице на срок от 30 до 40 дней.
Это факультативный референдум парламентского происхождения: 1 сентября 1931 года парламент страны, Ландтаг, принял решение подать законопроект на голосование в соответствии со Статьёй № 66 Конституции.

## Результаты
| Выбор                               | Голоса | %    |
| ----------------------------------- | ------ | ---- |
| За                                  | 653    | 36,2 |
| Против                              | 1 152  | 63,8 |
| Недействительных/пустых бюллетеней  | 213    | -    |
| Всего                               | 2 018  | 100  |
| Зарегистрированных избирателей/Явка | 2 376  | 84,9 |
| Источник: Démocratie Directe        |        |      |